# Линка, Тибор
Тибор Линка (родился 13 февраля 1995 года) — словацкий гребец на байдарках, соревнуется в дисциплине байдарок-четвёрок (К-4). Завоевал золотую медаль на чемпионате мира в 2015 году и серебряную медаль на Олимпийских играх 2016. В 2014 году он был назван спортсменом года в его родном городе Попрад.

## Карьера
В 2013 году на Европейском чемпионате среди юниоров Линка завоевал золотую медаль в дисциплине К-2 500 метров в паре с Денисом Мышака. С 2015 года в дисциплине К-4 команда спортсменов завоевывала медали на Олимпийских играх, чемпионатах мира и Европы. На чемпионате мира 2015 Эрик Влчек, Юрай Тарр, Денис Мышака и Тибор Линка завоевали золото в дисциплине К-4 1000 метров.
В 2016 году с той же командой на европейском чемпионате они завоевали золотую (на дистанции 1000 метров) и серебряную медали (на дистанции 500 м). На Олимпийских играх 2016 в дисциплине байдарки-четвёрки (1000 м) Тибор в составе словацкой команды завоевал серебряную медаль.